# Kh-55
Il Kh-55 (in cirillico: Х-55, nome in codice NATO: AS-15 Kent) è un missile da crociera nucleare aviolanciato di fabbricazione sovietica, sviluppato a partitre dalla fine degli anni Settanta presso l'IKB Raduga ed entrato in servizio presso l'aeronautica militare sovietica nel 1983.
Progettato per neutralizzare bersagli terrestri stazionari di importanza strategica, il Kh-55 vola a velocità subsoniche costeggiando il terreno su una rotta predeterminata ed ha una gittata, a seconda delle versioni, superiore ai 2.500 km. Per tali caratteristiche è stato spesso accostato all'omologo statunitense AGM-86 ALCM.
Parte integrante dell'arsenale dei bombardieri strategici Tu-95 e Tu-160, è stato frequentemente aggiornato nel corso della sua vita operativa, tanto da essere prodotto in numerose versioni, alcune delle quali dotate di testata convenzionale come il Kh-555.
A causa del suo sopraggiunto stato di obsolescenza tecnologica il Kh-55, è stato progressivamente sostituito dal missile Kh-101/Kh-102, in forza alle Forze aerospaziali russe a partire dagli anni duemiladieci, e ne è in corso di radiazione.

## Impiego
Alcuni esemplari di Kh-55 dotati di testata inerte sono stati impiegati nel corso delle ostilità in Ucraina al fine di individuare le difese aeree

## Versioni
- Kh-55: versione originale con testata nucleare, introdotta nel 1983
- Kh-55OK: versione nucleare dotata di un sistema di correzione ottico-elettronico
- Kh-55SM: versione nucleare con autonomia estesa a 3.500 km ed entrato in servizio nel 1987
- Kh-65: versione dotata di testata convenzionale adatta all'uso su bombardieri tattici
- Kh-65SE: versione convenzionale per uso anti-nave
- Kh-555: versione convenzionale pesante dotata di nuova avionica, in grado di diminuire il CEP a 20 m, sviluppata a partire dal 2001

## Utilizzatori

### Presenti
Russia

### Passati
Unione Sovietica 
  Cina 
  Iran